# Rada Bezpieczeństwa Organizacji Narodów Zjednoczonych

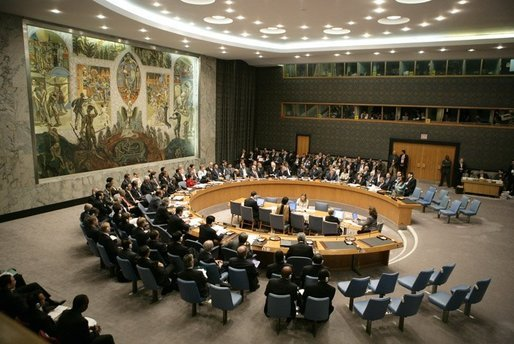
Rada Bezpieczeństwa w trakcie obrad

Rada Bezpieczeństwa Organizacji Narodów Zjednoczonych (Rada Bezpieczeństwa ONZ, RB ONZ) – jeden z sześciu głównych organów Organizacji Narodów Zjednoczonych, powołany na mocy Karty Narodów Zjednoczonych (jej istnieniu i kompetencjom poświęcono rozdziały: V, VI i VII KNZ).

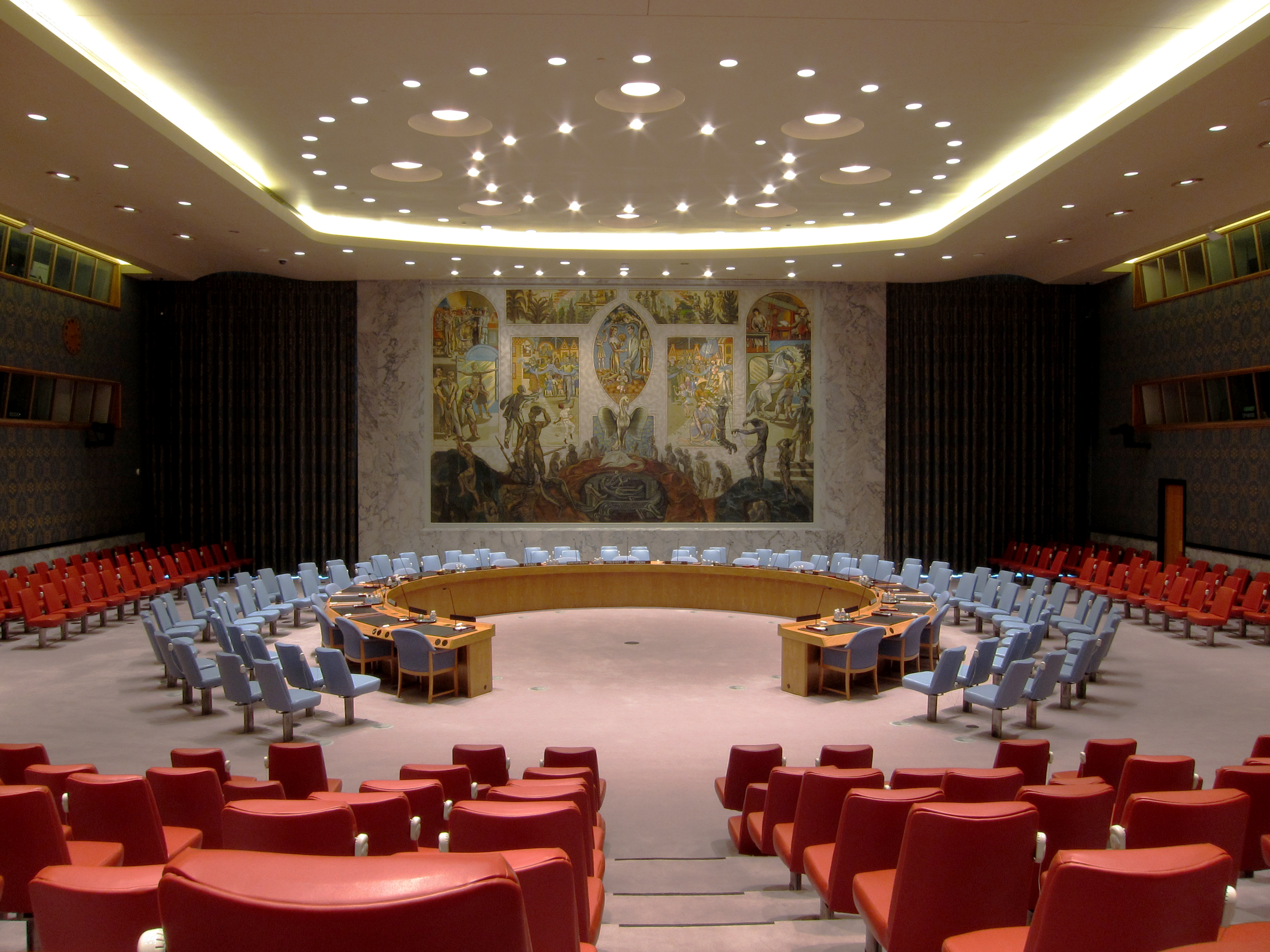
Rada Bezpieczeństwa ONZ w siedzibie ONZ w Nowym Jorku

Na Radzie Bezpieczeństwa ciąży główna odpowiedzialność za utrzymanie pokoju i bezpieczeństwa na świecie. Podobnie jak Zgromadzenie Ogólne, może ona nakładać sankcje na państwa członkowskie.

## Członkowie
Rada Bezpieczeństwa składa się z pięciu stałych członków oraz dziesięciu niestałych, wybieranych na dwa lata zgodnie z kluczem regionalnym (5 miejsc dla Afryki i Azji, 2 Ameryki Łacińskiej, 2 Europy Zachodniej i 1 Europy Wschodniej).
Chińska Republika Ludowa została członkiem stałym Rady Bezpieczeństwa w 1971 roku. Do tego czasu Chiny były reprezentowane przez Republikę Chińską (Tajwan). Do 1991 roku członkiem stałym RB był Związek Socjalistycznych Republik Radzieckich.
W skład Rady Bezpieczeństwa wchodzą obecnie:
- jako członkowie stali[1]:
  -  Chiny,
  -  Francja,
  -  Rosja,
  -  Stany Zjednoczone,
  -  Wielka Brytania;
- jako członkowie niestali[1]:
  - kadencja 2022–2023:
    -  Albania,
    -  Brazylia,
    -  Gabon,
    -  Ghana,
    -  Zjednoczone Emiraty Arabskie

  - kadencja 2023–2024:
    -  Ekwador,
    -  Japonia,
    -  Malta,
    -  Mozambik,
    -  Szwajcaria

  - kadencja 2024–2025:
    -  Algieria
    -  Gujana
    -  Korea Południowa
    -  Sierra Leone
    -  Słowenia

### Reforma Rady
Od 1993 roku rozważana jest reforma Rady Bezpieczeństwa, ale jak dotychczas nie osiągnięto żadnych rezultatów. Niektóre państwa członkowskie domagają się rozszerzenia RB, twierdząc, że przyczyni się to do poprawienia jego demokratycznego i reprezentatywnego deficytu. Jednakże w debatach na ten temat powstały rozbieżności dotyczące m.in.: liczby nowych członków, ich statusu (stali czy niestali), prawa weta. Kandydatami do stałego członkostwa są: Brazylia, Indie, Japonia i Niemcy (G4). W przypadku niespełnienia ich żądań, zagroziły zredukowaniem wkładu finansowego lub wojskowego. Również kraje afrykańskie wyraziły potrzebę swojej stałej reprezentacji w Radzie, aby zakończyć hegemonię północnych państw uprzemysłowionych w tym ważnym organie ONZ.
W grudniu 2004 roku ówczesny sekretarz generalny Kofi Annan zaproponował dwa modele powiększenia RB do 24 członków. Model A proponuje dodanie 6 nowych stałych członków bez prawa weta i 3 niestałych na dwuletnie kadencje. Model B tworzy nową kategorię ośmiu miejsc odnawialnych co 4 lata i jedno miejsce nieodnawialne na kadencję 2 lat.

## Głosowanie
Rada podejmuje uchwały większością 9 głosów spośród 15 członków. Wśród uchwał wyróżnia się uchwały dotyczące spraw proceduralnych oraz uchwały dotyczące innych spraw. W przypadku spraw innych do ważności uchwały wymagane są zgodne głosy członków stałych. Jednak w drodze zwyczaju wykształciła się zasada, że uchwała zostaje przyjęta także w wypadku, gdy żaden z członków stałych nie wyrazi sprzeciwu (pierwszy przypadek takiej interpretacji, niezgodnej z literalnym brzmieniem art. 27 Karty Narodów Zjednoczonych, miał miejsce w 1950 r. w związku z interwencją ONZ w Korei). Do zawetowania rezolucji potrzeba więc determinacji jednego z członków stałych lub 7 głosów innych państw. Ten sposób głosowania jest powszechnie krytykowany, swą słabość ujawnił m.in. w trakcie kryzysu irackiego 2003, proponuje się więc, by wprowadzić tzw. podwójne weto (co najmniej 2 członków permanentnych musiałoby zagłosować przeciw, by decyzja nie weszła w życie).
Rada Bezpieczeństwa przedkłada Zgromadzeniu Ogólnemu sprawozdania coroczne lub specjalne (art. 24 ust. 3), w art. 26 zobowiązano ją zaś do poczynienia szczególnych kroków prowadzących do kontroli zbrojeń.